# Laureaci Nagrody Ig Nobla (1991)
Lista osób wyróżnionych Ig Noblem w roku 1991:
| Osoba               | Dziedzina        | Praca |
| ------------------- | ---------------- | --- |
| Jacques Benveniste  | chemia           | Za zaprezentowanie sobie samemu, że woda potrafi pamiętać wydarzenia.                                    |
| Alan Kligerman      | medycyna         | Za badania nad płynami neutralizującymi gazy jelitowe i pozwalającymi uniknąć dyskomfortu i zażenowania. |
| J. Danforth Quayle  | edukacja         | Człowiekowi, który marnując czas i przestrzeń, udowadnia potrzebę edukacji.                              |
| Robert Klark Graham | biologia         | Stworzenie banku nasienia przyjmującego nasienie tylko od noblistów i olimpijczyków.                     |
| Michael Milken      | ekonomia         | Stworzenie instrumentu finansowego, dzięki któremu świat jest zadłużony.                                 |
| Erich von Däniken   | literatura       | Wyjaśnienie, jak ludzka cywilizacja była kierowana przez starożytnych astronautów z kosmosu.             |
| Edward Teller       | nagroda pokojowa | Twórcy bomby wodorowej i systemu „gwiezdnych wojen” za zmianę znaczenia słowa „pokój”.                   |